# کریس کراس
کریس کراس (به انگلیسی: CrissCross) فیلمی محصول سال ۱۹۹۲ و به کارگردانی کریس منجس است. در این فیلم بازیگرانی همچون گلدی هان، دیوید آرنوت، آرلیس هاوارد، جیمز گامون، کیت کارادین و استیو بوشمی ایفای نقش کرده‌اند.